# Gabriel García
Gabriel Arturo García Sanchez (ur. 2 listopada 1990) – dominikański zapaśnik walczący w stylu wolnym. Zajął 32. miejsce na mistrzostwach świata w 2010. Piąty na igrzyskach panamerykańskich w 2011. Trzykrotny brązowy medalista mistrzostw panamerykańskich w latach 2010-2012. Triumfator igrzysk Ameryki Środkowej i Karaibów w 2010 roku.